# Glacier Pasteur
Pour les articles homonymes, voir Pasteur.
Le glacier Pasteur est un glacier secondaire – rattaché au glacier Cook – des îles Kerguelen dans les Terres australes et antarctiques françaises. Il est situé à l'ouest de la Grande Terre.

## Toponymie
Le nom du glacier a été donné en 1908 par le navigateur et explorateur Raymond Rallier du Baty afin de rendre hommage à Louis Pasteur.

## Géographie
Le glacier Pasteur est un glacier émissaire situé à l'ouest du glacier Cook auquel il est accolé. Long d'environ 3,5 km, exposé à l'ouest, il vèle directement dans l'océan Indien en se finissant dans l'anse des Glaçons à laquelle il contribue, par le décrochage de blocs de glace, à donner son nom.